# إيان روجرز
إيان روجرز (بالإنجليزية: Ian Rogers)‏ (17 أكتوبر 1976، تورونتو في كندا)؛ روائي كندي.